# Индивидуальные условия договора потребительского кредита
Индивидуальные условия договора потребительского кредита (сокр. ИУ) — это обязательный документ при заключении договора потребительского кредита (займа) между физическим лицом и банком. По своей сути это частные условия, которые действуют для конкретного заемщика (индивида) финансового учреждения (банка). Договор потребительского кредита состоит из частей — общих и индивидуальных условий. Индивидуальные условия всегда разные для каждого заемщика и определяются банком при обращении за займом, а общие применяются для всех заемщиков. Общие условия публикуются на сайте банка.
Детальный набор индивидуальных условий прописан в статье 5-ФЗ 353 О потребительском кредите. ИУ — это главные параметры будущего кредита, которые выдаются заемщику в момент выдачи кредита в виде распечатанной таблицы или в виде электронного документа. По этому документу можно определить на каких условиях выдан кредит, на какие цели можно использовать денежные средства и какая ответственность предусмотрена за неуплату кредита. На эти условия нужно обратить внимание, так как именно от этих условий зависит переплата по кредиту и другие моменты, важные для финансового благополучия заемщика.

## Порядок получения индивидуальных условий
После оформления заявки на кредит заемщиком и одобрения этой заявки банк предлагает подписать заемщику документ — Набор индивидуальных условий кредитования. Если заемщик соглашается на эти условия и подписывает договор, то договор считается заключенным. Дать свое согласие на индивидуальные условия может в течение 5 дней c момента их предоставления банком согласно статье 7 Пункта 7-ФЗ 353 О потребительском кредите (займе). В течение 5 дней с момента отправки ИУ банк не может менять данные условия согласно закону.
Если общие условия договора потребительского кредитования противоречат индивидуальным условиям, то применяются индивидуальные условия.
В случае оформления онлайн кредита в информационно-телекоммуникационной сети «Интернет» индивидуальные условия могут быть подписаны с помощью аналога собственноручной подписи — то есть в виде СМС кода, который отправляется на телефонный номер заемщика.

## Подробный набор условий
Согласно указанию ЦБ РФ от 23 апреля 2014 г. N 3240-У О табличной форме индивидуальных условий договора потребительского кредита(займа) заемщику должен быть предоставлен документ в виде подробной таблицы из 16 полей(см. изображение)

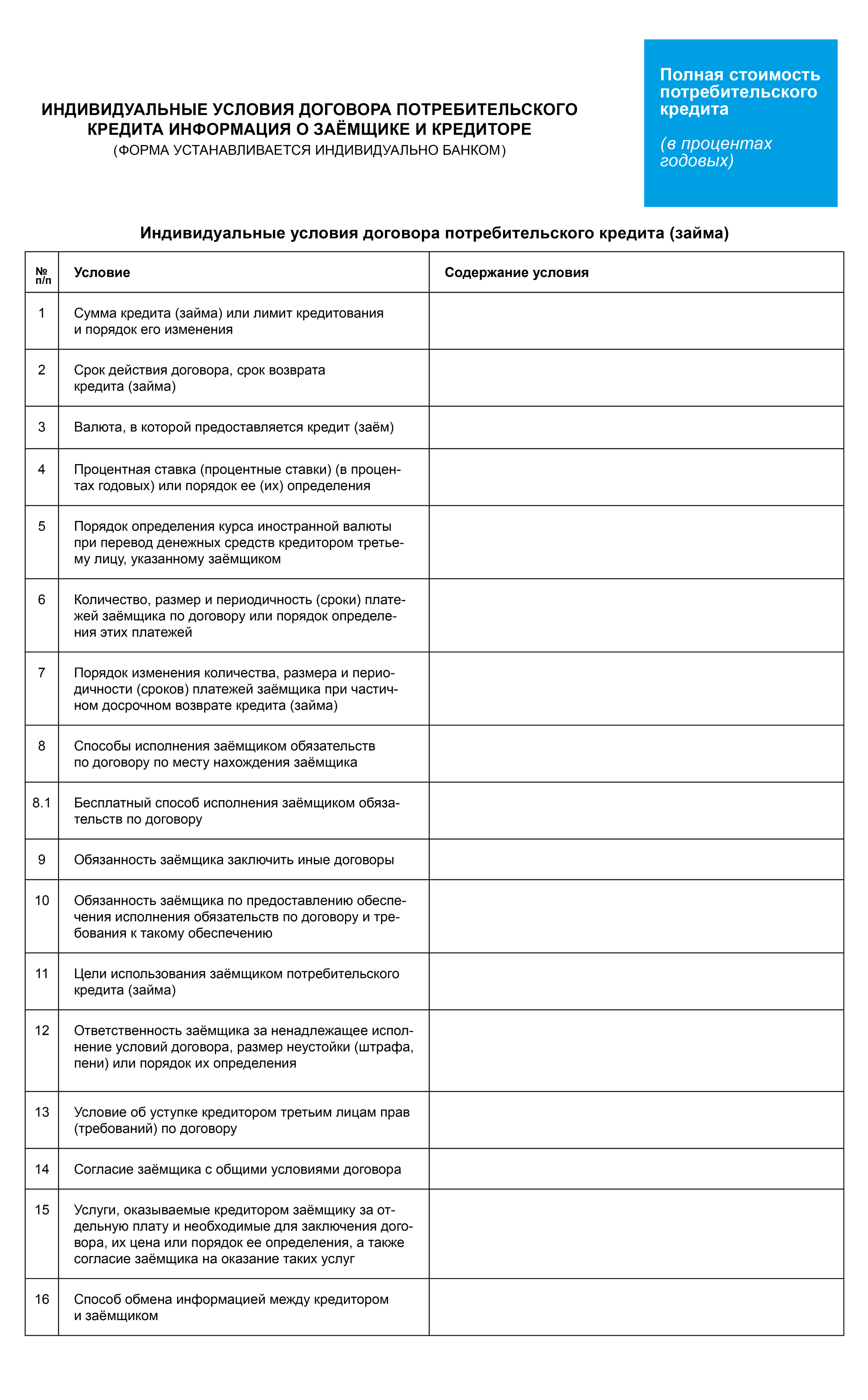
Индивидуальные условия договора Потребительского кредита

К наиболее важным нужно отнести следующие параметры:
1. Сумма, ставка, срок — именно эти параметры определяют итоговую переплату по кредиту в виде процентов. Тут очень важно сравнить и проверить сумму, на которую вы подавали заявку на получение кредита. Если она выше в ИУ по сравнению с заявкой, значит возможно банк добавил в тело кредита ещё и страховку.
2. Бесплатный способ исполнения обязательств по договору — именно этот способ нужно использовать для погашения кредита без комиссий. Это наиболее выгодно для бюджета заемщика. Этот способ должен применяться при погашении в месте получения кредита. Т
3. Ответственность заемщика за ненадлежащее исполнение — то есть какие комиссии и штрафы предусмотрены, если вы не будете оплачивать кредит вовремя, то банк будет применять данные условия для начисления дополнительной задолженности
4. Заслуживает внимание стока 9 — обязанность заемщика заключать иные договоры. Согласно статье 16 ФЗ 2300-1[4] запрещается обусловливать приобретение одних товаров (работ, услуг) обязательным приобретением иных товаров (работ, услуг). То есть банк не может потребовать от вас заключить договор страхования при получении кредита
5. Строка 6 — Количество, размер и периодичность (сроки) платежей заемщика по договору или порядок определения этих платежей. В этой строке банк определяет схему погашения кредита. те. когда и какими платежами будет погашаться задолженность. В этой строки прописывается размер ежемесячного платежа, также условия переноса даты платежа.

## Дополнительное чтение
- Вагонова А. С. Условия договора потребительского кредита (займа) // Современная наука: актуальные проблемы теории и практики. — 2016. — № 07. — С. 110-114. — ISSN 2223-2974.